# Пригоди Насреддіна
«Пригоди Насреддіна» (узб. «Nasriddinning sarguzashtlari») — радянський пригодницький художній фільм виробництва Ташкентської кіностудії (нині «Узбекфільм») про пригоду Ходжи Насреддіна, знятий в 1946 році. За мотивами фільму згодом був написаний роман Леоніда Соловйова «Зачарований принц».

## Сюжет
Граючи в кості в чайхані з Безбородим, Насреддін «за допомогою» хвоста свого віслюка повністю обігрує противника. Після чого той ставить на кін себе, мовляв, буде працювати на Ходжу безкоштовно, якщо переможе — забере назад весь виграш. Ходжа погоджується на це, але з умовою, що Безбородий буде працювати не на нього, а на його віслюка. Волею випадку Насреддін викидає дві шістки, і Безбородий під сміх завсідників чайхани приймається вичищати реп'ях з хвоста віслюка Ходжі. Коли вони далі вирушають в шлях, з'ясовується, що Безбородий — злодій, який досяг вершини в своєму мистецтві. Він вкрав новий кумган у чайханника, і той зі своїми друзями нагнав їх обох і став бити (як потім виявилося, в запалі бійки, ті що били, не помітили, що Ходжа відійшов в сторону, і від них дісталося злодієві і самому чайханнику). Зрештою Насреддін виплачує йому «моральну шкоду» за ці нещасні події, але злодієві вказує на всі чотири сторони. Той благає його не кидати і розповідає, що краде він через напади болю, які вщухають після акту крадіжки. Насреддін якраз-таки вміє виліковувати подібні «недуги» і стає «лікарем» не тільки Безбородого, але також «лікує» і жадібного міняйлу-вельможу, а також злого власника гірського озера Агабека.

## У ролях
- Раззак Хамраєв — Насреддін (дубляж: Лев Свердлін)
- Рахім Пірмухамедов — Безбородий, злодій (дубляж: Степан Каюков)
- Абід Джилілов — Агабек (дубляж: Б. Оленін)
- Юлдуз Різаєва — Зульфі (дубляж: Тетяна Карпова)
- Кабіл Халіков — Саїд (дубляж: В. Балашов)
- Хайрі Ганієва — Арзібібі (дубляж: І. Чувельова)
- Сейфі Аїмов — міняйло (дубляж: Григорій Шпігель)
- Саат Таліпов — вельможа (дубляж: Ростислав Плятт)

## Знімальна група
- Автори сценарію — Віктор Виткович, Леонід Соловйов
- Режисер-постановник — Набі Ганієв
- Оператор-постановник — Данило Демуцький
- Оператор — Михайло Каснянський
- Композитор — Олексій Козловський
- Художник — Варшам Єремян
- Звукорежисер — Карім Бурібаєв
- Монтаж — Раїса Шор
- Директор — Михайло Ішевський